# カラフル (柴田淳の曲)
「カラフル」は、日本のシンガーソングライター柴田淳の15枚目のシングルである。2007年9月12日発売。発売元はビクターエンタテインメント。

## 概要
- 通常盤と初回限定盤の二種リリース。初回限定盤にはライブツアー「～しばじゅん、はじめました！～」からの音源とツアードキュメンタリーを収録したDVD付き。
- PV監督は竹久正記。

## 収録曲

### CD
1. カラフル(5:38)
作詞・作曲：柴田淳、編曲：澤近泰輔
2. もうふのなか(4:55)
作詞・作曲：柴田淳、編曲：澤近泰輔

### DVD
1. ツアー・ドキュメンタリー
2. 幸せなうた-rose mix live version-

## 収録アルバム
- オリジナル『親愛なる君へ 』（2008年6月18日）